# Liste der Naturdenkmale in Münster-West
Die Liste der Naturdenkmale in Münster-West enthält die im Stadtbezirk West der kreisfreien Stadt Münster in Nordrhein-Westfalen gelegenen Naturdenkmale.

## Liste der Naturdenkmale

### Tabellenlegende
U = Stammumfang in 1,5 m Höhe;
H = Höhe;
K = Kronendurchmesser;
L = Länge;
B = Breite

### Tabelle
| Nr.      | Bezeichnung                                                | Kurzbeschreibung                                                                                          | Stadtteil   | Lage | Bild | Anmerkungen |
| -------- | ---------------------------------------------------------- | --- | ----------- | --- | ---- | --- |
| 600      | 4 Ulmen                                                    | U = 1,81–2,71 m; H = 22,0–26,5 m; K = 23,5 m (gemeinsam)                                                  | Nienberge   | Altenberger Str. 25, an der Zufahrt über die Gräfte. ⊙                                                                |      | |
| 601      | 1 Stieleiche                                               | U = 4,92 m; H = 19,0 m; K = 25,5 m                                                                        | Gievenbeck  | Bruchfeldweg, auf dem Spielplatz in der Rasenfläche. ⊙                                                                |      | |
| 602      | 1 Kopfweidenreihe:                                         | 14 Kopfweiden U = 1,83–3,25 m; H = 2,5–3,0 m (Kopf). 1 Kopfpappel U = 3,72 m; H = 3,4 m (Kopf)            | Gievenbeck  | Rüschhausweg, am Gievenbach, von der Einmündung Gronauweg bis ca. 160 m nördlich davon. ⊙                             |      | |
| 3-2.3.10 | 14 Kopfweiden                                              | 14 Kopfweiden H = 2,50–3,00 m (Kopf) 1 Kopfpappel U = 3,72 m H = 3,40 m (Kopf)                            | Münster     | am Gievenbach, von der Einmündung Gronauweg bis ca. 160 m nördlich davon.                                             |      | vgl. ND 602 |
| 603      | 1 Stieleiche                                               | U = 2,88 m; H = 19,5 m; K = 17,0 m                                                                        | Gievenbeck  | Enschedeweg, vor der St. Michaelis-Kirche im Bürgersteig. ⊙                                                           |      | |
| 604      | 1 Tümpel („Appelbreipütt“)                                 | L = 55,0 m; B = 15,0 m (max.)                                                                             | Gievenbeck  | zu Beginn der Appelbreistiege. ⊙                                                                                      |      | |
| 605      | 1 Wallhecke (naturnah) mit Kopfbäumen                      | | Gievenbeck  | Appelbreistiege. ⊙ |      | |
| 3-2.3.12 | 1 Wallhecke mit Kopfbäumen                                 | | Münster     | entlang der Appelbreistiege.                                                                                          |      | südlicher Teil im LP festgesetzt, nördlicher Teil ND-Verordnung für den bebauten Bereich (ND 605) |
| 606      | 4 Stieleichen                                              | U = 2,50–2,73 m; H = 18,0–21,5 m; K = 15,5–18,5 m                                                         | Gievenbeck  | zwischen Von-Esmarch-Str. und Appelbreistiege, am Bach. ⊙                                                             |      | |
| 607      | 1 Linde                                                    | U = 2,54 m; H = 16,0 m; K = 18,5 m                                                                        | Gievenbeck  | Arnheimweg/Ecke Laustiege. ⊙                                                                                          |      | |
| 608      | 5 Stieleichen, 1 Rotbuche                                  | Stieleichen U = 1,68–3,38 m; H = 21,0–24,0 m; K = 7,5–20,5 m. Rotbuche U = 2,14 m, H = 24,5 m; K = 11,0 m | Gievenbeck  | Gievenbecker Reihe 60, im Vorgarten. ⊙                                                                                |      | |
| 609      | 1 Stieleiche                                               | U = 3,88 m; H = 25,5 m; K = 19,0 m                                                                        | Gievenbeck  | Gievenbecker Reihe 50, an der südlichen Hofzufahrt. ⊙                                                                 |      | |
| 610      | 1 Stieleiche                                               | U = 3,21 m; H = 22,0 m; K = 13,5 m                                                                        | Gievenbeck  | Gievenbecker Reihe 32, im Arboretum. ⊙                                                                                |      | |
| 611      | 3 Stieleichen                                              | U = 2,20–3,70 m; H = 22,5 m; K = 17,0–22,5 m                                                              | Gievenbeck  | Gievenbecker Reihe 26, im Vorgarten. ⊙                                                                                |      | |
| 612      | 2 Stieleichen                                              | U = 3,46/4,30 m; H = 21,0/23,0 m; K = 18,5 m                                                              | Gievenbeck  | Roxeler Str. 171, vor dem Westgiebel. ⊙                                                                               |      | |
| 614      | 1 Stieleiche                                               | U = 2,94 m; H = 22,0 m; K = 19,5 m                                                                        | Sentrup     | Tondernstr., südlich Haus Nr. 20 im Grünstreifen. ⊙                                                                   |      | |
| 615      | 1 Stieleiche                                               | U = 3,14 m; H = 21,5 m; K = 22,0 m                                                                        | Sentrup     | Mausbachstr. 29, im Vorgarten. ⊙                                                                                      |      | |
| 616      | 6 Französische Ahorne                                      | U = 1,02–2,52 m; H = 14,0–15,0 m; K = 15,5–16,0 m (gemeinsam)                                             | Sentrup     | Grünanlage Aasee, 70 m nordwestlich der Brücke Kardinal-von-Galen-Ring. ⊙                                             |      | |
| 3-2.3.22 | 6 Französische Ahorne                                      | 6 Französische Ahorne H = 14,00–15,0 m K = 15,50–16,00 m (gemeinsam)                                      | Münster     | in der Grünanlage Aasee, ca. 70 m nordwestlich der Brücke Kardinal-von-Galen-Ring.                                    |      | vgl. ND 616 |
| 617      | 1 Findling                                                 | L = 1,55 m; B = 1,40 m; H = 0,90 m                                                                        | Sentrup     | Grünanlage Sentruper Höhe, am Spielplatz östlich des ehemaligen Hofes Finkenbrink. ⊙                                  |      | |
| 3-2.3.21 | 1 Findling                                                 | L = 1,55 m B = 1,40 m; H = 0,90 m                                                                         | Münster     | in der Grünanlage Sentruper Höhe, am Spielplatz.                                                                      |      | vgl. ND 617 |
| 618      | 3 Stieleichen                                              | U = 3,35–4,20 m; H = 23,0–24,0 m; K = 17,5–22,0 m                                                         | Sentrup     | Sentruper Str., Stichstraße an der Ostseite des Freilichtmuseums Mühlenhof. ⊙                                         |      | |
| 3-2.3.20 | 3 Stieleichen                                              | U = 3,35–4,20 m; H = 23,00–24,00 m; K = 17,50–22,00 m                                                     | Münster     | im Bereich der Sentruper Str., an der Ostseite des Freilichtmuseums Mühlenhof.                                        |      | vgl. ND 618 |
| 619      | 5 Findlinge                                                | L = 1,40–1,75 m; B = 0,90–1,50 m; H = 0,60–1,75 m                                                         | Sentrup     | Im Freilichtmuseum Mühlenhof. ⊙                                                                                       |      | |
| 3-2.3.24 | 5 Findlinge                                                | L = 1,40–1,75 m; B = 0,90–1,50 m; H = 0,60–1,75 m                                                         | Münster     | auf dem Gelände des Freilichtmuseums Mühlenhof.                                                                       |      | vgl. ND 619 |
| 620      | 2 Platanen                                                 | U = 3,65/3,72 m; H = 25,0/27,0 m; K = 35,0 m (gemeinsam)                                                  | Roxel       | Roxeler Str./Ecke Kapellenstr., zu beiden Seiten der Kapelle. ⊙                                                       |      | |
| 621      | 2 Stieleichen                                              | U = 2,08/2,56 m; H = 20,0 m;K = 10,0/16,5 m                                                               | Roxel       | Eltingstr. ⊙ |      | |
| 622      | 1 Stieleiche                                               | U = 3,70 m; H = 24,0 m; K = 16,0 m                                                                        | Roxel       | Pantaleonplatz, Südseite. ⊙                                                                                           |      | |
| 623      | 1 Linde                                                    | U = 2,91 m; H = 17,0 m; K = 13,0 m                                                                        | Roxel       | St. Pantaleon-Kirche, im Kirchplatz vor dem Turm. ⊙                                                                   |      | |
| 624      | 1 Findling (mit Eisenring)                                 | L = 1,0 m; B = 0,80 m; H = 0,60 m                                                                         | Roxel       | Pantaleonstr., im Bürgersteig gegenüber der Kirche. ⊙                                                                 |      | |
| 625      | 2 Linden                                                   | U = 2,41/2,50 m; H = 21,0 m; K = 21,0 m                                                                   | Roxel       | Tilbecker Str., an der Kapelle Große Kortmann. ⊙                                                                      |      | |
| 626      | 1 Stieleiche                                               | K = 21 m                                                                                                  | Mecklenbeck | Hof Igelkamp ⊙ |      | Mächtige Eiche auf einem Privatgrundstück, unmittelbar an der Grenze zum Friedhof Mecklenbeck. |
| 628      | 1 Stieleiche                                               | U = 3,40 m; H = 22,0 m; K = 24,0 m                                                                        | Mecklenbeck | Ossenkampstiege, gegenüber der Einmündung Kerkheideweg. ⊙                                                             |      | |
| 629      | 3 Stieleichen                                              | U = 2,00–2,36 m; H = 21,5 m; K = 15,5–16,5 m                                                              | Mecklenbeck | Schürbusch 9, an der Ostseite des Gebäudes an der Grundstücksgrenze. ⊙                                                |      | |
| 630      | 2 Stieleichen                                              | U = 3,13/3,38 m; H = 22,0/23,0 m; K = 18,5/27,5 m                                                         | Mecklenbeck | Duddeyheide 38, an der westlichen Grundstücksgrenze. ⊙                                                                |      | |
| 631      | 1 Stieleiche                                               | U = 2,74 m; H = 19,5 m; K = 18,0 m                                                                        | Mecklenbeck | Untietheide 8, an der südlichen Grundstücksgrenze. ⊙                                                                  |      | |
| 632      | 1 Platane                                                  | U = 3,51 m; H = 29,0 m; K = 27,5 m                                                                        | Albachten   | Osthofstr., in der Grünanlage der St.-Ludgerus-Kirche. ⊙                                                              |      | |
| 633      | 1 Doppelreihe: 30 Stieleichen, 1 Amerik. Roteiche, 1 Linde | U = 0,81–2,33 m; H = 25,0 m; K = 23,0 m (gemeinsam über Doppelreihe)                                      | Mecklenbeck | Meckmannweg, nordöstlich der Buswende. ⊙                                                                              |      | |
| 634      | 1 Linde                                                    | U = 2,39 m; H = 19,0 m; K = 12,0 m                                                                        | Albachten   | Sendener Stiege 18, im Vorgarten. ⊙                                                                                   |      | |
| 635      | 1 Stieleiche                                               | U = 2,90 m; H = 17,5 m; K = 18,5 m                                                                        | Mecklenbeck | am Begegnungszentrum Mecklenbeck, westlicher Baum am Wirtschaftsgebäude des ehemaligen Hofes „Hesselmann“. ⊙          |      | |
| 636      | 1 Stieleiche                                               | U = 3,52 m; H = 24,5 m; K = 23,0 m                                                                        | Gievenbeck  | Toppheideplatz. ⊙ |      | |
| 637      | 2 Stieleichen                                              | U = 3,72/2,57 m; H = 25,5 m; K = 25,5 m (gemeinsam)                                                       | Mecklenbeck | Mecklenbecker Str. 315, im Vorgarten. ⊙                                                                               |      | |
| 653      | 1 Stieleiche                                               | U = 3,95 m; H = 18,00 m; K = 19,00 m                                                                      | Nienberge   | Die Eiche steht im Hof Hannaschweg 35. ⊙                                                                              |      | |
| 3-2.3.2  | 1 Stieleiche                                               | U = 3,90 m H = 19,00 m; K = 18,00 m                                                                       | Nienberge   | am Gehöft Dorfbauernschaft 35, im Hof.                                                                                |      | vgl. ND 653 |
| 654      | 1 Stieleiche                                               | U = 4,33 m; H = 22,00 m; K = 20,50 m                                                                      | Nienberge   | Die Eiche steht an der Einfahrt zu Hunnebeckweg 6. ⊙                                                                  |      | |
| 3-2.3.3  | 1 Stieleiche                                               | U = 4,20 m; H = 21,00 m; K = 20,00 m                                                                      | Nienberge   | an der Einfahrt zum Hunnebeckweg 6.                                                                                   |      | vgl. ND 654 |
| 655      | 1 Eibe                                                     | U = 1,55 m; H = 14,50 m K = 14,00 m                                                                       | Nienberge   | Die Eibe steht ca. 250 m westlich Twerenfeldweg 4 (Gaststätte „Hürländer“) am Wanderweg. ⊙                            |      | |
| 3-2.3.6  | 1 Eibe                                                     | U = 1,53 m; H = 14,00 m; K = 13,50 m                                                                      |             | am Rüschhausweg, ca. 250 m westlich des Ponyhofs Hürländer am Wanderweg.                                              |      | vgl. ND 655 |
| 656      | 1 Stieleiche                                               | U = 3,86 m; H = 18,00 m; K = 18,50 m                                                                      | Gievenbeck  | Die Eiche steht Am Gievenbach am Vorplatz des Russischen Ehrenfriedhofs. ⊙                                            |      | |
| 3-2.3.4  | 1 Stieleiche                                               | U = 3,81 m; H = 17,50 m; K = 19,00 m                                                                      |             | auf dem Vorplatz vor dem Ehrenfriedhof Haus Spital.                                                                   |      | vgl. ND 656 |
| 658      | 1 Stieleiche                                               | U = 3,47 m H = 16,00 m K = 13,50 m                                                                        | Gievenbeck  | Der Baum steht Horstmarer Landweg, auf der Ecke der Zufahrt zu Haus Nr. 263. ⊙                                        |      | |
| 3-2.3.7  | 1 Stieleiche                                               | U = 3,46 m; U = 3,46 m; K = 13,50 m                                                                       |             | am Horstmarer Landweg, auf der Ecke Zufahrt Haus Nr. 263.                                                             |      | vgl. ND 658 |
| 659      | 2 Stieleichen                                              | U = 3,40/3,60 m; H = 18,50 m; K = 16,00 m                                                                 | Gievenbeck  | Die beiden Stieleichen stehen östlich und westlich der Zufahrt Gievenbecker Weg 171. ⊙                                |      | |
| 3-2.3.11 | 2 Stieleichen                                              | U = 3,90/3,92 m; H = 24,00/19,00 m; K = 16,50/15,50 m                                                     | Münster     | am Gievenbecker Weg 171, je eine Eiche östlich und westlich der Zufahrt.                                              |      | vgl. ND 659 |
| 660      | 3 Stieleichen                                              | U = 2,58/2,33/2,90 m; H = 19,50 m; K = 26,00 m (gemeinsam)                                                | Gievenbeck  | Die Eichengruppe steht im Hof Nünningweg 150. ⊙                                                                       |      | |
| 3-2.3.9  | 3 Stieleichen                                              | U1,2,3 = 2,86/2,25/2,50 m; H1,2,3 = 19,00 m; K1,2,3 = 23,50 m (gemeinsam)                                 | Münster     | auf dem Grundstück Nünningweg 150, im Hof.                                                                            |      | vgl. ND 660 |
| 661      | 1 Stieleiche                                               | U = 4,27 m; H = 24,00 m; K = 24,0 m                                                                       | Gievenbeck  | Die Eiche steht Nünningweg 150 am Südufer des Teiches. ⊙                                                              |      | |
| 3-2.3.8  | 1 Stieleiche                                               | U = 4,20 m; H = 23,00 m; K = 23,00 m                                                                      | Münster     | steht am Nünningweg 150, am Südufer des Teiches.                                                                      |      | vgl. ND 661 |
| 663      | 1 Stieleiche                                               | U = 4,36 m; H = 20,00 m; K = 23,00 m                                                                      | Roxel       | Die Eiche steht am Stodtbrockweg an der Wegebiegung ca. 250 m westlich des Hofes „Schulze Stodtbrock“. ⊙              |      | |
| 664      | 1 Stieleiche                                               | U = 4,51 m H = 21,00 m K = 26,00 m                                                                        | Gievenbeck  | Der Baum steht im Hof Ramertsweg 131. ⊙                                                                               |      | |
| 3-2.3.16 | 1 Stieleiche                                               | U = 4,41 m; H = 19,50 m; K = 26,50 m                                                                      | Münster     | auf dem Grundstück Ramertsweg 131, im Hof.                                                                            |      | vgl. ND 664 |
| 665      | 1 Stieleiche                                               | U = 3,28 m; H = 17,50 m; K = 20,00 m                                                                      | Gievenbeck  | Die Eiche steht westlich Ramertsweg 180 am Feldrand. ⊙                                                                |      | |
| 666      | 1 Stieleiche                                               | U = 5,31 m; H = 20,50 m; K = 19,00 m                                                                      | Sentrup     | Der Baum steht an der Zufahrt Roxeler Straße 447 an der Wegebiegung. ⊙                                                |      | |
| 3-2.3.18 | 1 Stieleiche                                               | H = 22,50 m; K = 19,50 m                                                                                  | Münster     | an der Wegebiegung der Zufahrt zur Roxeler Straße 447, ca. 400 m südlich der Roxeler Straße.                          |      | vgl. ND 666 |
| 668      | 1 Stieleiche                                               | U = 3,60 m; H = 23,50 m; K = 24,00 m                                                                      | Roxel       | Eiche steht am Spieker Dingbängerweg 408. ⊙                                                                           |      | |
| 3-2.3.23 | 1 Stieleiche                                               | U = 3,50 m; H = 21,50 m; K = 23,00 m                                                                      | Roxel       | im Bereich Dingbängerweg, am Spieker westlich Hs. Hohenfeld.                                                          |      | vgl. ND 668 |
| 669      | 1 Stieleiche                                               | U = 3,72 m; H = 22,50 m; K = 24,00 m                                                                      | Roxel       | Der Baum steht Dingbängerweg 400 („Haus Hohenfeld“) östlich der Kapelle. ⊙                                            |      | |
| 3-2.3.19 | 1 Stieleiche                                               | U = 3,97 m; H = 22,50 m; K = 26,00 m                                                                      | Roxel       | im Bereich des Dingbängerwegs auf dem Gelände von Hs. Hohenfeld, nordöstlich der Kapelle.                             |      | vgl. ND 669 |
| 673      | 1 Stieleiche                                               | U = 4,11 m; H = 20,00 m; K = 23,50 m                                                                      | Roxel       | Die Eiche steht ca. 60 m westlich der Autobahn-Raststätte „Münsterland West“ im Acker. ⊙                              |      | |
| 3-2.3.26 | 1 Stieleiche                                               | U = 3,95 m; H = 20,50 m; H = 20,50 m                                                                      | Roxel       | ca. 200 m nördlich der Autobahn-Raststätte Münsterland-West, im Acker.                                                |      | vgl. ND 673 |
| 674      | 2 Stieleichen                                              | U = 5,01/2,90 m; H = 32,00 m; K = 31,00 m (gemeinsam)                                                     | Roxel       | Die Bäume stehen Am Rohrbusch 24 zum Waldrand. ⊙                                                                      |      | |
| 3-2.3.25 | 3 Stieleichen                                              | U = 4,94/2,80/4,09 m; H = 32,00 (2 Bäume)/24,00 m; H = 32,00 (2 Bäume)/24,00 m                            | Roxel       | auf dem Grundstück Am Rohrbusch 24, am Waldrand nordwestlich der ehemaligen Rentei.                                   |      | Die beiden Bäume abseits der Straße sind auch das ND 674. Der an der Straße ist nur Einzel-ND 3-2.3.25 |
| 675      | 1 Stieleiche                                               | U = 3,60 m; H = 19,00 m; K = 23,50 m                                                                      | Roxel       | Die Stieleiche steht am Nottulner Landweg auf der Ecke der Zufahrt zu Haus Nr. 141. ⊙                                 |      | |
| 3-2.3.27 | 1 Stieleiche                                               | U = 3,56 m; H = 17,50 m; K = 23,00 m                                                                      | Roxel       | am Nottulner Landweg, Der Baum steht am Nottulner Landweg 141.                                                        |      | vgl. ND 675 |
| 676      | 1 Stieleiche                                               | U = 4,23 m; H = 21,00 m; K = 24,50 m                                                                      | Roxel       | Die Eiche steht am Waldrand östlich Brookweg 88. ⊙                                                                    |      | |
| 677      | 1 Stieleiche                                               | U = 4,03 m; H = 20,50 m; K = 26,50 m                                                                      | Mecklenbeck | Der Baum steht zwischen Mecklenbecker Straße 355 und 383 in der Weide. ⊙                                              |      | |
| 3-2.3.29 | 1 Stieleiche                                               | U = 3,72 m; H = 19,50 m; K = 21,00 m                                                                      | Münster     | zwischen der Mecklenbecker Straße 355 und 383, in der Weide.                                                          |      | vgl. ND 677 |
| 679      | 1 Stieleiche                                               | U = 3,73 m; H = 22,00 m; K = 23,50 m                                                                      | Mecklenbeck | Die Eiche steht ca. 35 m östlich Schlautstiege 61. ⊙                                                                  |      | |
| 3-2.3.30 | 1 Stieleiche                                               | H = 21,00 m; K = 23,50 m                                                                                  | Münster     | an der Schlautstiege, nordöstlich Haus Nr. 61, in der Grabenböschung.                                                 |      | vgl. ND 679 |
| 680      | 1 Baumreihe: 10 Stieleichen                                | U = 1,53–2,70 m; H = 20,00 – 23,50 m; K = 15,00–24,50 m                                                   | Mecklenbeck | Die Baumreihe steht parallel der Straße Täppken am westlichen Rand der Grünanlage. ⊙                                  |      | |
| 3-2.3.31 | 1 Baumreihe (11 Stieleichen)                               | U = 1,34–2,63 m; H = 19,50–22,00 m; K = 15,50–24,00 m                                                     | Münster     | an der Schlautstiege, östlich Haus Nr. 61, am Rand der Weide.                                                         |      | vgl. ND 680 (10 Stieleichen) |
| 681      | 1 Stieleiche                                               | U = 3,06 m; H = 15,50 m; K = 17,00 m                                                                      | Mecklenbeck | Die Eiche steht an der Straße Rockbusch in der Böschung des hier nach Osten abknickenden Getterbaches (alter Lauf). ⊙ |      | |
| 3-2.3.32 | 1 Stieleiche                                               | U = 2,95 m; H = 15,0 m; K = 17,00 m                                                                       | Münster     | am Rockbusch, in der Böschung des hier nach Osten abknickenden Getterbachs (alter Lauf).                              |      | vgl. ND 681 |
| 682      | 2 Stieleichen, 1 Esche                                     | Stieleichen U = 3,53/1,91 m H = 27,00/22,50 m K =25,00/9,00 m. Esche U = 2,53 m H = 23,00 m; K = 13,50 m  | Albachten   | Die Bäume stehen beidseitig der Zufahrt zu Niederort 161. ⊙                                                           |      | |
| 683      | 1 Stieleiche                                               | U = 4,08 m; H = 23,00 m; K= 22,50 m                                                                       | Albachten   | Die Eiche steht im Niederort 180 im Hof. ⊙                                                                            |      | |
| 684      | 1 Stieleiche                                               | U = 3,23 m; H = 18,00 m; K = 14,50 m,                                                                     | Albachten   | Die Eiche steht im Niederort 190 im Hof. ⊙                                                                            |      | |
| 685      | 1 Stieleiche                                               | U = 4,27 m H = 23,00 m K = 22,50 m                                                                        | Albachten   | Der Baum steht Alte Viehstraße 25 im Hof. ⊙                                                                           |      | |
| 686      | 2 Stieleichen                                              | U = 2,69/3,06 m; H = 22,00 m; K = 18,00/23,50 m                                                           | Albachten   | Die Stieleichen stehen Niederort 156 am ehemaligen Backhaus. ⊙                                                        |      | |
| 687      | 3 Stieleichen                                              | U = 3,51/2,27/3,16 m; H = 18,50/18,00/19,50 m; K = 20,00/20,00/17,00 m                                    | Mecklenbeck | Die Eichen stehen am Radweg nördlich Mecklenbecker Straße 383. ⊙                                                      |      | |
| 3-2.3.28 | 3 Stieleichen                                              | U = 3,15/3,40/2,22 m; H = 18,50 m; K = 19,00 m (gemeinsam)                                                | Münster     | nördlich der Mecklenbecker Straße.                                                                                    |      | vgl. ND 687 |
| 688      | 1 Stieleiche                                               | U = 3,82 m; H = 19,00 m; K = 20,50 m                                                                      | Nienberge   | Die Eiche steht an der Zufahrt Waltruper Weg 180 am Beerwiedebach. ⊙                                                  |      | |
| 2-2.3.9  | 1 Stieleiche                                               | U = 2,95 m; H = 22,50 m; K = 19,00 m                                                                      | Nienberge   | in einer Weide ca. 200 m nordöstlich des Gehöftes Donnerbusch 59. ⊙                                                   |      | |
| 2-2.3.10 | 1 Stieleiche                                               | U = 4,46 m; H = 21,00 m; K = 23,00 m                                                                      | Nienberge   | an der Einmündung der westlichen Zufahrt auf das Gehöft Derßenbrockstiege 9. ⊙                                        |      | |
| 2-2.3.14 | 1 Teich                                                    | L = 32,00 m; B = 15,00 m (max. Ausdehnung)                                                                | Nienberge   | an der Hägerstraße 65 ca. 50 m nordöstlich des Gehöftes an der Zufahrt. ⊙                                             |      | |
| 3-2.3.1  | Stieleiche                                                 | U = 3,82 m; H = 19,00 m; K = 20,50 m                                                                      | Nienberge   | an der Zufahrt zum Hof Jüdefeld, Waltruper Feld 180. ⊙                                                                |      | |
| 3-2.3.5  | Rotbuche                                                   | Höhe: 13,0 m; Umfang: 2,95 m; Krone: 15,5 m                                                               | Nienberge   | hinter Haus Spital am westlich gelegenen Zufahrtsweg. ⊙                                                               |      | Malerisch am Wegrand auf einem Wall stehende, etwas gedrungene Buche. Vermutlich auf eine ehemalige Wallhecke zurückgehender Baum. Zwischen Russischem Ehrenfriedhof (1914–1918) und Haus Spital gelegen. |